# Sveaborgs varv
Sveaborgs varv (finska: Suomenlinnan telakka eller Viaporin telakka) är en torrdocka i Helsingfors, som började byggas efter 1750 på och grundades som (svenska) Arméns flottas varv på Sveaborg.
Varvet ritades av Daniel Thunberg och är Finlands äldsta torrdocka. Längden på torrdockans större innerbassäng är 140 meter, bredd 50 meter. Den mindre yttre bassängen är 120 meter lång och 21 meter bred. En 5 meter djup kanal leder till dessa. 
På 1700-talet byggdes flera örlogsfartyg vid Sveaborgs varv för den svenska skärgårdsflottan. När Finland låg under Kejsardömet Ryssland, utförde varvet främst fartygsreparationer. Under Krimkriget 1855 skadades varvet svårt av de brittiska och franska flottorna.
Åren 1921–1935 var Finska statens flygplansfabrik lokaliserat till varvet. De först tillverkade flygplanen var sex licensbyggda Caudron G.3-plan 1921–1923. På 1930- och 1940-talen var varvet bas för Finlands flottas ubåtsskvadron och en underhållsplats för statsfartyg. Efter andra världskriget togs varvet i anspråk för att som filial till Valmets Skatuddens varv bygga trålare och timmerbåtar som en del av Finlands krigsskadestånd till Sovjetunionen. Senare byggdes pråmar och landstigningsbåtar för Finland. Fartygsbyggandet upphörde 1972 i Sveaborg. Valmet lämnade varvet i samband flytten av Skatuddens varv till det nya Nordsjövarvet. 
Därefter hyrde staten ut varvet från 1987 till den ideella föreningen Viaporin Telakka ry. Denna arrenderar ut varvet till privata företagare, som ägnar sig åt fartygsrenovering och vinterförvaring.

## Bildgalleri

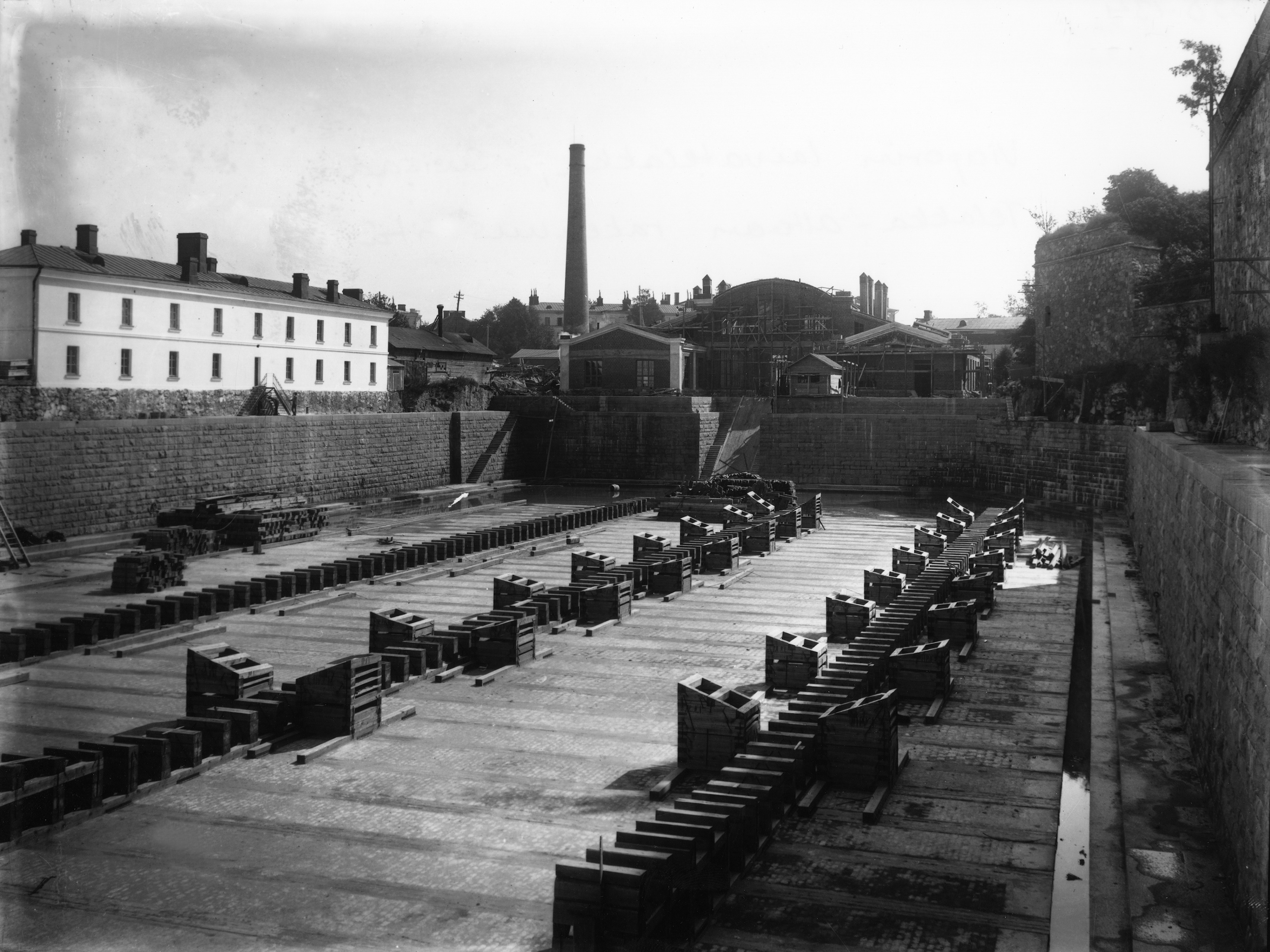
Torrdockan i juli 1917
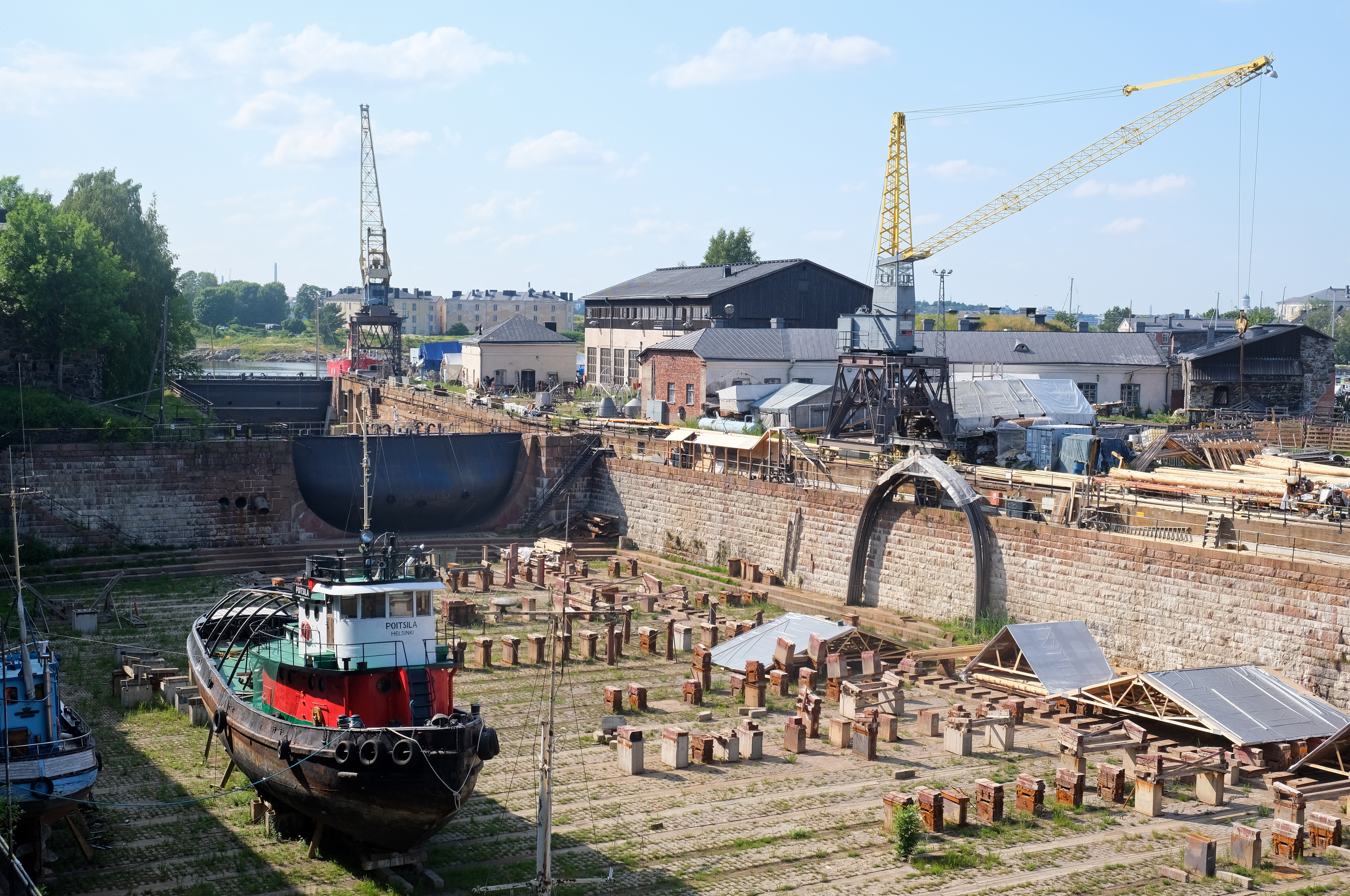
Torrdockan, 2021
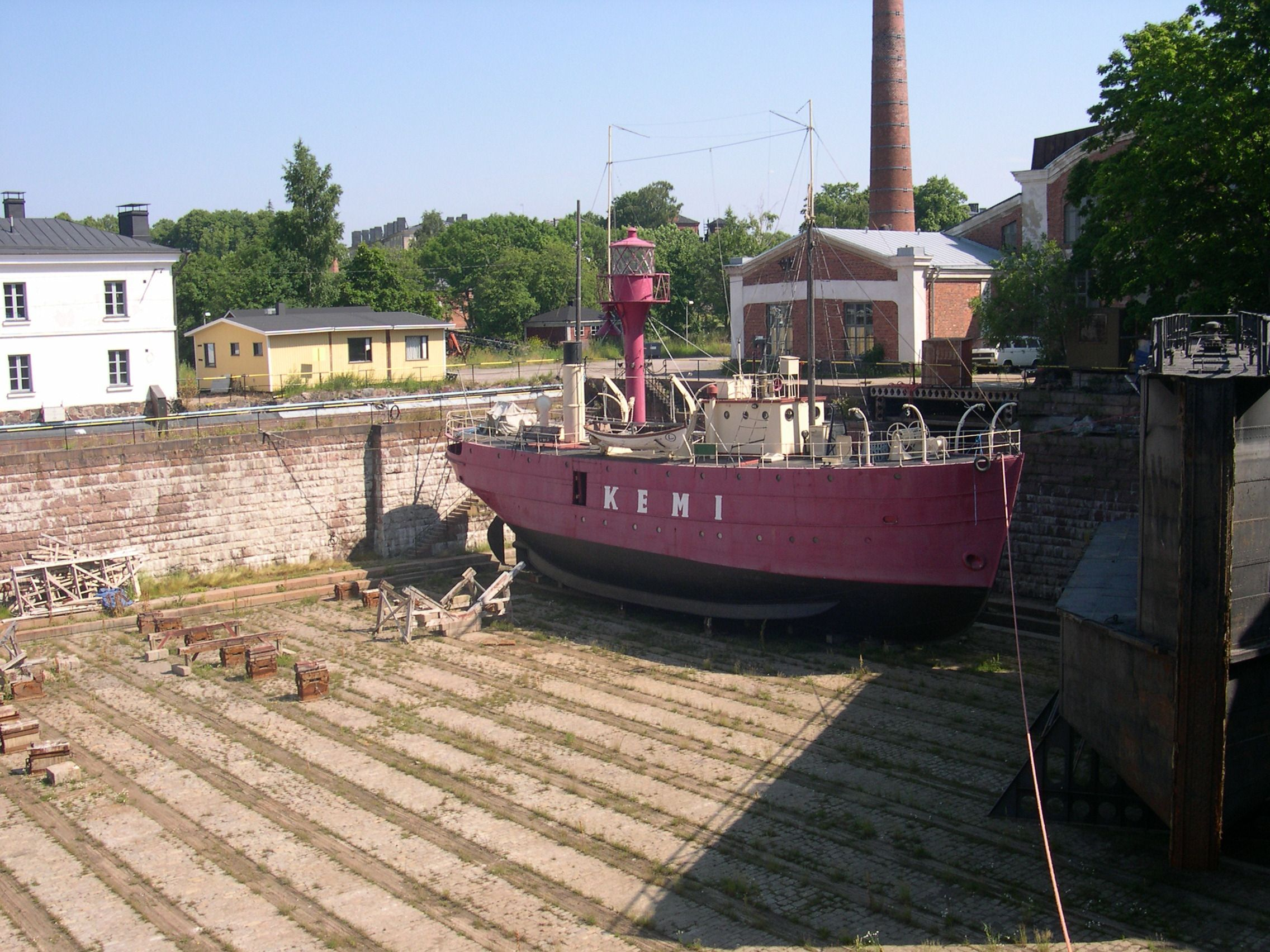
Fyrskeppet Kemi i torrdockan, 2005
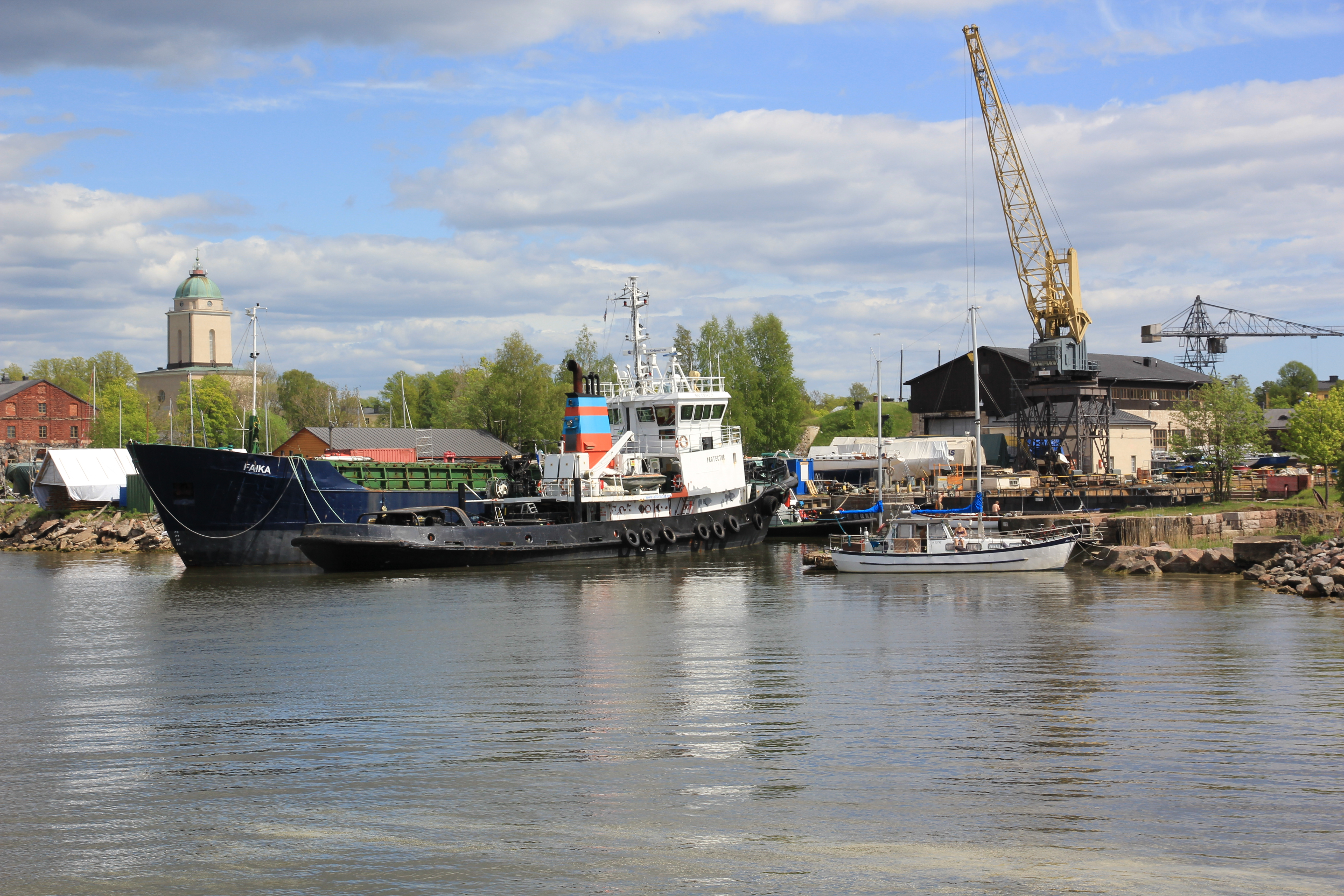
Bogserbåten Protector vid ingången till dockan, 2012
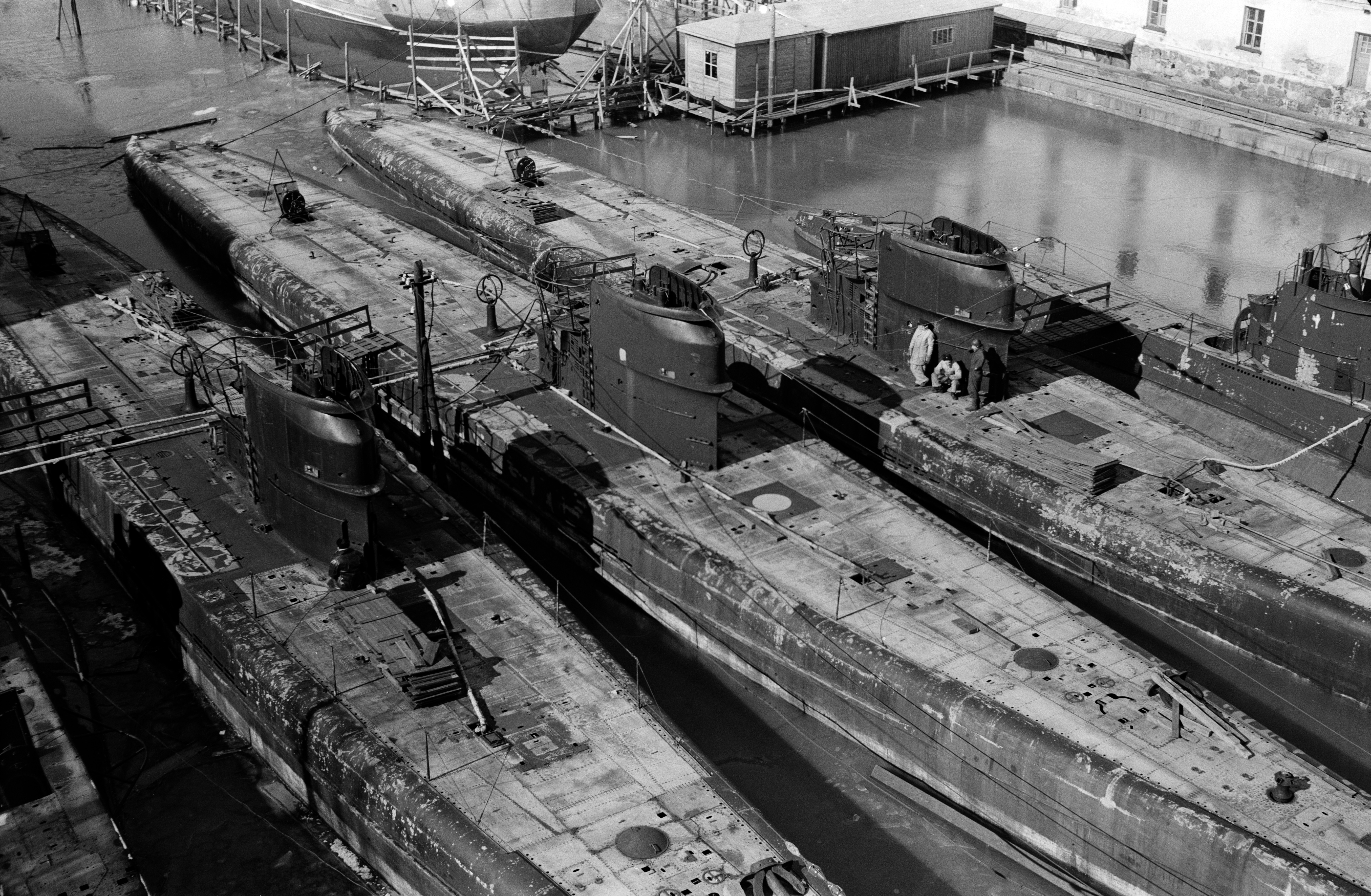
Fyra finländska ubåtar, 1930-talet
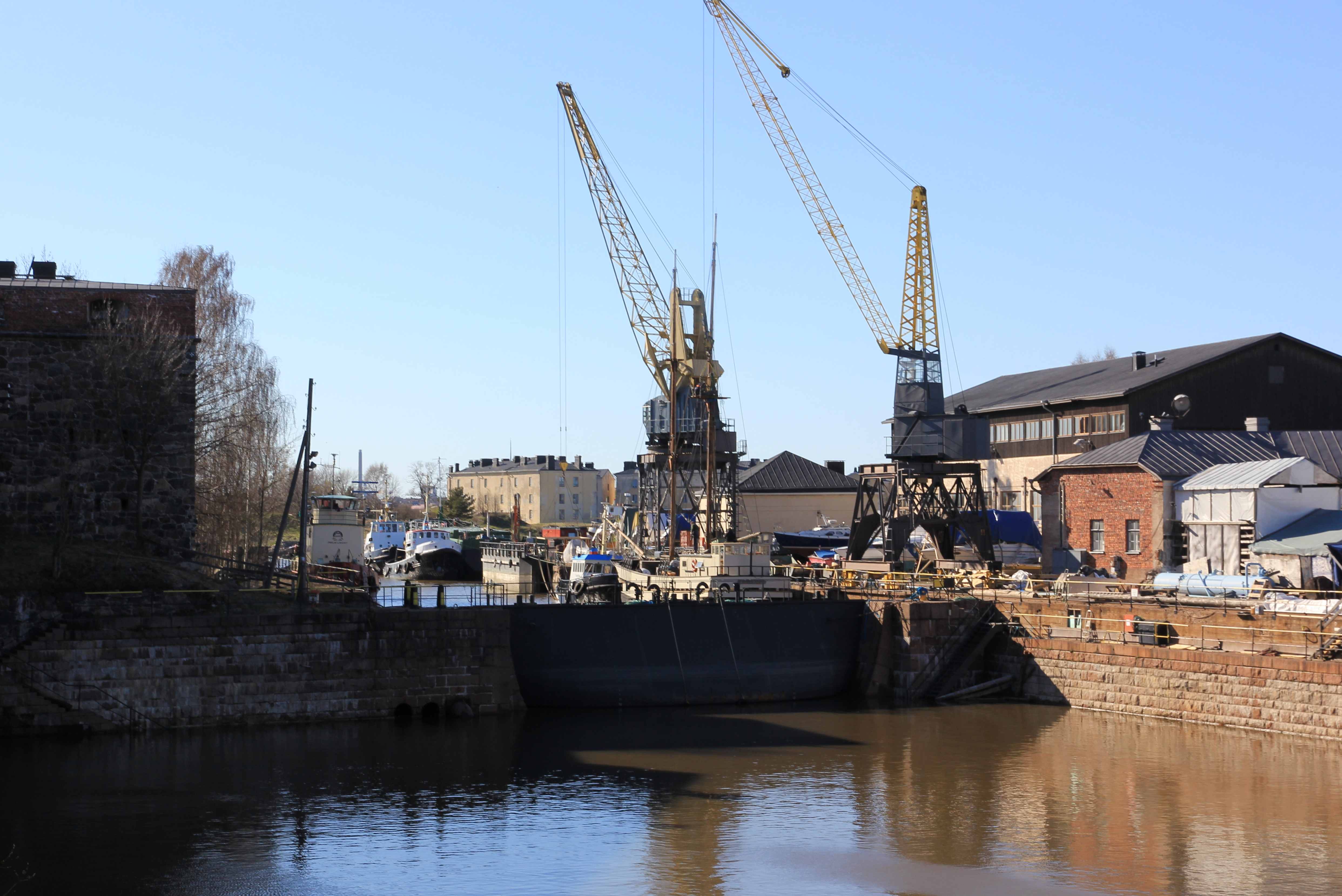
Den yttre bassängen, med den yttre porten öppen, den 1 maj 2012
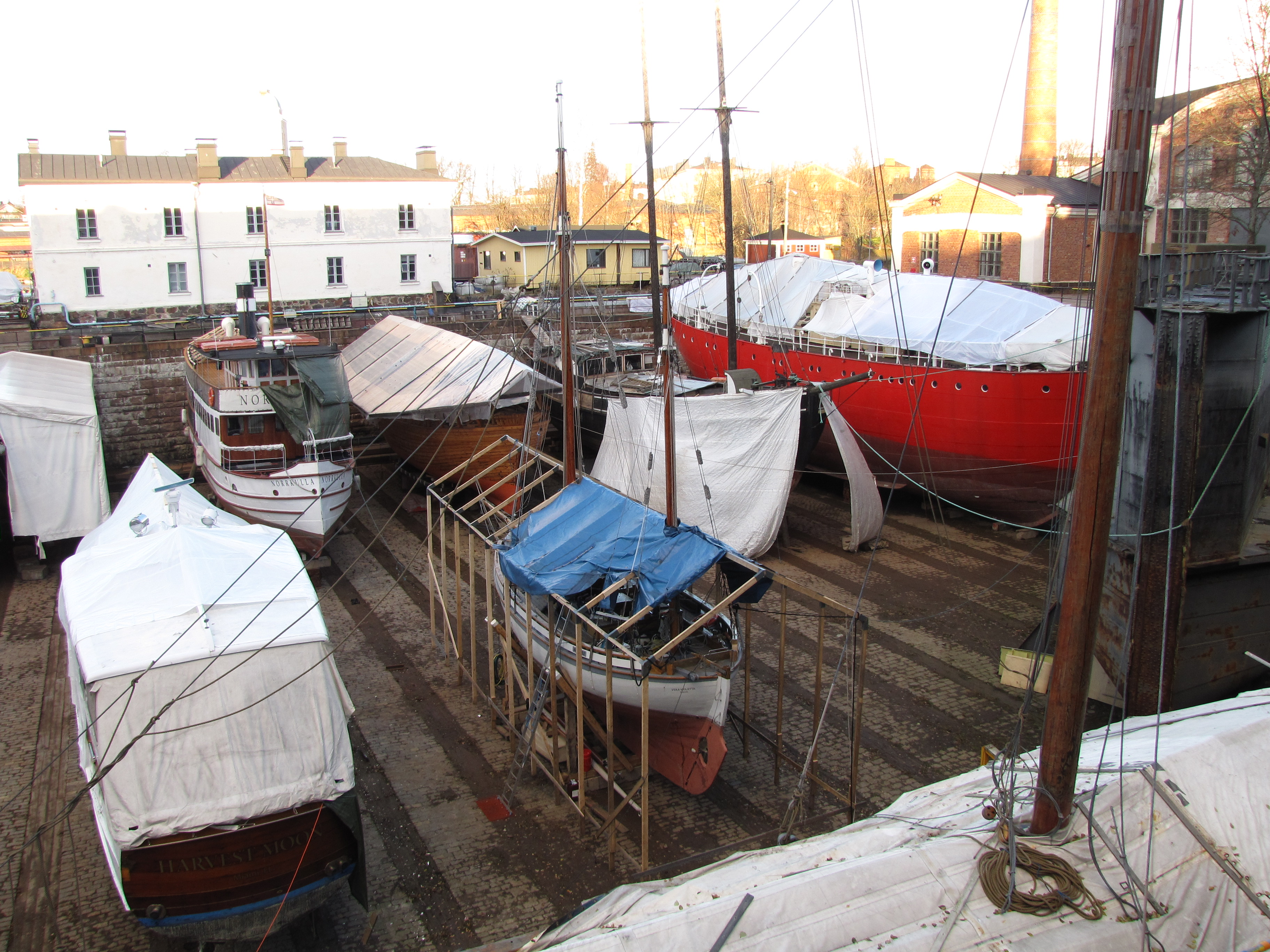
Vinterförvaring av fartyg, den 7 november 2010